# Овоно, Эмманюэль Эссого Ромесс
Эмманюэль Ромесс Эссого Овоно (фр. Emmanuel Romess Ovono Essogo; род. 26 марта 2001, Либревиль, Габон) — габонский футболист, нападающий клуба «Оем».

## Карьера

### Начало карьеры
Родился в городе Либревиль, Габон. Выступал в габонских клубах АЭЛ из третьего дивизиона и «Буэнгиди» из высшего дивизиона страны. За последний выступал в квалификационных раундах Африканской Лиги Чемпионов, а также Кубке Конфедераций.

### «Славия» Мозырь
В августе 2021 года перешёл в мозырьскую «Славию». Дебютировал за клуб 29 августа 2021 года против «Слуцка». В следующем матче 12 сентября против брестского «Руха» забил свой первый гол. Габонец сразу стал основным игроком команды и отыгрывал матчи от свистка до свистка. По итогу сезона «Славия» заняла 14 место в чемпионате и отправилась в стыковые матчи за участие в высшем дивизионе. В этих матчах игрок со своей командой встретился с «Крумкачами», где Овоно отыграл все 2 матча, а «Славия» сохранила место в Высшей лиге.
Сезон 2022 года габонец начал с поражения против борисовского БАТЭ. В матче 4 апреля 2022 года против «Гомеля» отличился результативной передачей, благодаря которой мозырский клуб выиграл. В матче 17 апреля 2022 года против «Витебска» забил свой первый гол в сезоне, а также отдал результативную передачу, что помогло крупно одержать победу. В ноябре 2022 года покинул клуб по окончании срока действия контракта.

### «Торпедо-БелАЗ»
В январе 2023 года футболистом интересовалось жодинское «Торпедо-БелАЗ». В конце января 2023 года находился в распоряжении жодинского клуба. В феврале 2023 года футболист официально перешёл в жодинский клуб. Дебютировал за клуб 4 марта 2023 года в матче Кубка Беларуси против солигорского «Шахтёра». Первый матч в чемпионате сыграл 18 марта 2023 года против брестского «Динамо». Дебютный гол за клуб забил 20 мая 2023 года в матче против новополоцкого «Нафтана», также отличившись первой результативной передачей. Стал обладателем Кубка Беларуси, где в финале 28 мая 2023 года одержал победу над борисовским БАТЭ, также отличившись забитым голом. В июле 2023 года футболист вместе с клубом отправился на квалификационные матчи Лиги конференций УЕФА. Первый матч в рамках еврокубкового турнира сыграл 27 июля 2023 года против кипрского клуба АЕК, отличившись забитым голом. По итогу ответного матча кипрский АЕК по сумме матчей оказался сильнее и вышел в следующий раунд. На протяжении всего сезона футболист был в клубе одним из основных игроков, отличившись 4 забитыми голами и 2 результативными передачами во всех турнирах. По итогу сезона вместе с клубом стал бронзовым призёром чемпионата. В начале 2024 года футболист отсутствовал на предсезонных сборах с жодинским клубом по неизвестным причинам. В марте 2024 года футболист сообщил, что покидает жодинский клуб.

## Международная карьера
В 2019 году начал выступать в молодёжной сборной Габона до 23 лет. В октябре 2022 года был вызван в молодёжную сборную для участия в молодёжном Кубке африканских наций, где сам игрок был капитаном сборной, а также в матче против сверстников из Мадагаскара отличился забитым голом. В марте 2023 года футболист вместе со сборной квалифицировался в основной этап молодёжного Кубка африканских наций. В первом матче основного этапа молодёжного Кубка африканских наций 25 июня 2023 года футболист отличился забитым голом против сборной Мали. По итогу группового этапа вместе со сборной занял последнее место и покинул турнир.
В декабре 2023 года появилась информация, что футболист может сменить спортивное гражданство и выступать за национальную сборную Экваториальной Гвинеи.

## Достижения
«Торпедо-БелАЗ»
- Обладатель Кубка Беларуси: 2022/23